# 詹姆士·克拉克·麥斯威爾望遠鏡
詹姆士·克拉克·麥斯威爾望遠鏡（James Clerk Maxwell Telescope）是美國夏威夷毛納基山天文台的次毫米波電波望遠鏡。詹姆士·克拉克·麥斯威爾望遠鏡位於毛納基山頂峰附近，海拔13,425英尺（4,092公尺）。它的主鏡直徑為15公尺（16.4碼），是世界上電磁波（遠紅外線到微波）次毫米波長範圍內的最大單口望遠鏡。科學家用詹姆士·克拉克·麥斯威爾望遠鏡來研究太陽系、星際塵埃和氣體以及遙遠的星系。
聯合天文中心於1987年開始運營，直至2015年2月一直由英國、加拿大和荷蘭合作資助。詹姆士·克拉克·麥斯威爾望遠鏡以物理學家詹姆斯·克拉克·麦克斯韦的名字命名。2015年3月，聯合天文中心的運作由東亞天文台接手。經費由中國國家天文台、日本國家天文台、韓國天文研究院及臺灣中央研究院天文及天文物理研究所提供。